# Diallo Guidileye
Diallo Guidileye est un footballeur international franco-mauritanien, né le 30 décembre 1989 en Mauritanie. Il joue au poste de milieu défensif.

## Biographie

### En club
Guidileye commence sa carrière en jouant pour l'AS Poissy, en catégorie de jeunes, dans la banlieue parisienne, avant d'aller à l'ES Troyes AC pour entrer dans le centre de formation du club aubois. Après avoir impressionné pendant ces années de formation, le joueur est appelé en équipe première et fait ses débuts professionnels, à l'âge de 17 ans, le 30 novembre 2007 dans un match de Ligue 2 contre Boulogne-sur-Mer. Il est titulaire, jouant les 90 minutes complètes.
Guidileye devient un élément indispensable du onze de départ durant cette saison. À la mi-saison, Guidileye signe son premier contrat professionnel : un engagement de trois ans avec le club aubois.
Son succès surprenant à Troyes attire plusieurs clubs de Ligue 1. L'OGC Nice, le Paris SG, les Girondins de Bordeaux et le club de Saint-Étienne déclarent leur intérêt pour le jeune prodige. 
Le 9 octobre 2009, Guidileye marque le premier but de sa carrière d'une superbe frappe enroulée contre l'équipe d'Evian.
Le 1er octobre 2010, Diallo Guidileye permet à son club de l'emporter 0-1 sur la pelouse de Dijon en marquant un but sur une frappe instantanée qui se logea dans la lucarne du gardien adverse.
Le 31 janvier 2011 il est transféré au Stade brestois 29, où il signe un contrat de 3 ans et demi mais reste prêté à l'ESTAC jusqu'à la fin de la saison. Le montant du transfert est estimé à 700 000 euros. Il intègre le Stade brestois lors de la préparation estivale à la suite d'une opération du ménisque.
Lors de la saison 2011-2012 il ne dispute que trois matchs consécutifs en septembre et octobre, puis 3 autres en février et mars et rencontre des problèmes récurrents au genou droit. Il dispute son premier match en Ligue 1 le 21 septembre 2011 et est titularisé pour la première fois contre l'Olympique de Marseille, le 2 octobre 2011 à l'occasion de la 9e journée.
Il évolue avec la réserve en CFA2 lors de la première partie de saison 2012-2013 et est prêté à La Berrichonne de Châteauroux en Ligue 2 pour la seconde partie de saison.
Il s'en va ensuite à Chypre, à Limassol, ou il disputera 25 matchs et inscrira un but.
Diallo signe ensuite à l'AS Nancy Lorraine, où il s'impose comme véritable titulaire au milieu de terrain. Après une saison quasi parfaite, la consécration sera la titre de champion de Ligue 2.
Le 14 juillet 2017,  Le milieu défensif international mauritanien Diallo Guidileye quitte Nancy pour Gençlerbirligi, où il a signé un contrat de deux ans.

### En sélection nationale
Il participe en avril et mai 2008 au second tour de qualification du championnat d'Europe avec l'équipe de France des moins de 19 ans de football.
En janvier 2009, il est convoqué pour un stage de détection pour la sélection Espoirs.
Il participe aux Jeux Méditerranéens à Pescara en 2009 avec l'équipe de France des moins de 20 ans de football.
En août 2013 il est convoqué pour la première fois avec l'équipe de Mauritanie de football pour deux matchs amicaux contre le Canada.

## Statistiques
| Saison      | Club                  | Pays   | Championnat | Championnat | Championnat | Championnat  | Championnat  | Coupe de France | Coupe de France | Coupe de la Ligue | Coupe de la Ligue | France  | France |
| Saison      | Club                  | Pays   | Division    | Matchs      | Buts        | Cartons      | Cartons      | Matchs          | Buts            | Matchs            | Buts              | Matchs  | Buts   |
| ----------- | --------------------- | ------ | ----------- | ----------- | ----------- | ------------ | ------------ | --------------- | --------------- | ----------------- | ----------------- | ------- | ------ |
| Saison      | Club                  | Pays   | Division    | Matchs      | Buts        | Carton jaune | Carton rouge | Matchs          | Buts            | Matchs            | Buts              | Matchs  | Buts   |
| 2007 - 2008 | ESTAC                 | France | Ligue 2     | 20          | 0           | 4            | 0            | 1               | 0               | 1                 | 0                 | 1 (U19) | 0      |
| 2008 - 2009 | ESTAC                 | France | Ligue 2     | 29          | 0           | 9            | 1            | 4               | 0               | 1                 | 0                 | -       | -      |
| 2009 - 2010 | ESTAC                 | France | National    | 24          | 1           | 2            | 0            | 5               | 0               | 1                 | 0                 | 4 (U20) | 0      |
| 2010 - 2011 | ESTAC                 | France | Ligue 2     | 31          | 1           | 4            | 0            | 3               | 0               | 1                 | 0                 | -       | -      |
| 2011 - 2012 | Stade brestois        | France | Ligue 1     | 6           | 0           | 1            | 0            | 0               | 0               | 0                 | 0                 | -       | -      |
| 2012 - 2013 | Stade brestois        | France | Ligue 1     | 0           | 0           | 0            | 0            | 0               | 0               | 0                 | 0                 | -       | -      |
| 2012 - 2013 | LB Châteauroux (prêt) | France | Ligue 2     | 10          | 1           | 1            | 0            | 0               | 0               | 0                 | 0                 | -       | -      |
| 2013 - 2014 | Stade brestois        | France | Ligue 2     | 26          | 0           | 6            | 0            | 1               | 0               | 1                 | 0                 | -       | -      |

Au 26 octobre 2013
Source : LFP (Ligue de Football Professionnel)